# Universitat Pública de Navarra
La Universitat Pública de Navarra, abreujadament UPNA (en èuscar Nafarroako Unibertsitate Publikoa o NUP), és la segona universitat per nombre d'alumnes de la Comunitat Foral de Navarra. Compta amb aproximadament 8.000 alumnes repartits en tres campus, dos d'ells a Pamplona i un altre a Tudela.
La UPNA fou creada l'any 1987 pel Parlament de Navarra, per iniciativa del govern socialista de Gabriel Urralburu, amb l'objectiu que s'ampliés l'oferta de titulacions existents i que reunís els ensenyaments universitaris impartits en centres públics que, fins aleshores, actuaven sense la coordinació suficient.
Un dels dos campus de Pamplona està ubicat a la zona hospitalària de la ciutat i allotja l'Escola Universitaria d'Estudis Sanitaris (Grau d'Infermeria). El campus més gran, anomenat "campus d'Arrosadia", al sud de Pamplona, dona cabuda a la major part de titulacions. Al campus de Tudela s'hi imparteix la Diplomatura en Fisioteràpia (Hospital Reina Sofia de Tudela) i l'Enginyeria Técnica Industrial Mecànica amb intensificació en Disseny Industrial.
Juntament amb la Universitat de Navarra (o UNAV, universitat privada que pertany a l'Opus Dei) i a la UNED, és una de les tres universitats amb seu a la capital navarresa.